# Бараба (Артинский муниципальный округ)
Бараба — село в Артинском городском округе Свердловской области. Являлось частью упразднённого Барабинского сельского совета. Главой села является Владимир Анатольевич Шевченко.

## История
Село было основано под названием Малая Омельковка в 1795 году. Входило в Сажинскую волость. При ликвидации волостей село вошло в Большекарзинский сельский совет. В 1923—1924 годах Бараба входило в состав Манчажского района.
В июле 2008 года в селе прошла акция «Десант добра», в ходе которой жители получили консультации врачей.

## География
Село Бараба расположено в 22-х километрах от административного центра городского округа и района — посёлка Арти, в 60-ти километрах от Красноуфимска и в 178-ми километрах от Екатеринбурга.

## Население
По данным 2009 года, в селе проживало 396 избирателей (вместе с селом Волокушином).